# Майкл Рашер
Майкл Рашер (англ. Michael Rascher, 26 липня 1965) — канадський академічний веслувальник.
Олімпійський чемпіон 1992 року в складі вісімки.